# الحكومة الفرنسية المؤقتة لعام 1814
تولت الحكومة الفرنسية المؤقتة في عام 1814 مهامها خلال الفترة الانتقالية بين هزيمة نابليون وتلاها استسلام باريس في 31 مارس 1814 وتعيين حكومة بوربون الأولى في 13 مايو 1814 من قبل الملك لويس الثامن عشر ملك فرنسا.

## تشكيل الحكومة
في 31 مارس 1814، سلم المارشال أوغست دي مارمونت باريس إلى الإمبراطور الروسي ألكسندر الأول، الذي دخل المدينة في نفس اليوم. وضع الأمير تاليران منزله تحت تصرف الإمبراطور. اجتمع مجلس الشيوخ في 1 أبريل 1814 ووفقًا للآراء التي أعرب عنها الإسكندر الأول، فقد أصدر مرسومًا بتشكيل حكومة مؤقتة برئاسة تاليران. أعضاء الحكومة المؤقتة هم:
- شارل موريس دي تاليران - بيريغورد (رئيسا)
- بيير رييل دي بورنونفيل
- فرانسوا دي جاوكورت
- إمريش جوزيف دي دالبرج
- فرانسوا كزافييه مارك أنطوان دي مونتسكيو فيزينساك

في 2 أبريل، أعلن مجلس الشيوخ خلع نابليون وعائلته.

## الوزراء
أعلنت الحكومة المؤقتة عن تعيين مفوضين لرئاسة الوزارات في 3 أبريل 1814 هم:
- الشؤون الخارجية: أنطوان دي لافوريت
- العدل: بيير بول نيكولا هنريون دي بانسي
- الداخل: جاك كلود بيوجنوت
- الحرب: بيير دوبون دي ليتانج
- التمويل والتجارة والصناعة: جوزيف دومينيك لويس
- البحرية والمستعمرات: بيير فيكتور مالويت
- الشرطة: جول أنجليس
- الأمين العام: دوبون دي نيمور

## الأحداث
صاغت الحكومة المؤقتة دستورًا وافق عليه مجلس الشيوخ بالإجماع في 6 أبريل 1814. كما أعلنت عن استعادة بوربون، معلنة أن لويس الثامن عشر ملك فرنسا كان ملكًا. وقّع نابليون، الذي تراجع إلى فونتينبلو، على قانون التنازل عن العرش في 11 أبريل 1814. غادر فونتينبلو في 20 أبريل 1814 إلى المنفى في جزيرة إلبا. في 12 أبريل 1814، دخل تشارلز ، كونت أرتوا، شقيق الملك، باريس. تم إعلانه ملازمًا عامًا للمملكة في 14 أبريل 1814. كان لويس الثامن عشر يشاهد الأحداث من هارتويل هاوس في إنجلترا. في 24 أبريل 1814 هبط في كاليه وفي 3 أبريل 1814 دخل باريس منتصرًا. أعلن حكومته في 13 مايو 1814.